# Зайковщина (Берестовицкий район)
За́йковщина (бел. Зайкаўшчына) — деревня в Берестовицком районе Гродненской области Белоруссии.
Входит в состав Берестовицкого сельсовета.
Расположена в центральной части района. Расстояние до районного центра Большая Берестовица по автодороге — 6 км и до железнодорожной станции Берестовица — 14 км (линия Мосты — Берестовица). Ближайшие населённые пункты — Лисневичи, Синьки, Старинцы. Площадь занимаемой территории составляет 0,0255 км², протяжённость границ 963 м.

## История
Зайковщина впервые упоминается в XIX веке. Отмечена на карте Шуберта (середина XIX века) как фольварк Зеньковщизна. На 1847 год числилась как имение в составе Гродненского уезда Гродненской губернии, принадлежавшее Заневской. Имение насчитывало 37 дворов, 326 крестьян (в том числе 4 дворовых людей), 914 десятин 583 сажени земли. Состояло из фольварка Зеньковщизна с 423 десятинами 1133 саженями земли помещика и деревень Долбенки и Синьки. В 1890 году в составе Мало-Берестовицкой волости Гродненского уезда Гродненской губернии как фольварк Зайковщина, часть имения Доргужи, принадлежащего Болеславу Глазеру и насчитывавшему 835 десятин земли вместе с урочищами Ядлино и Багно. По описи 1897 года значилось 63 жителя. В 1905 году 30 жителей. На 1914 год во владении Яцунской — 73 жителя. С августа 1915 по 1 января 1919 года входила в зону оккупации кайзеровской Германии. Затем, после похода Красной армии, в составе ССРБ. В феврале 1919 года в ходе советско-польской войны занята польскими войсками, а с 1920 по 1921 год войсками Красной Армии.
После подписания Рижского договора, в 1921 году Западная Белоруссия отошла к Польской Республике и Зайковщина была включена в состав новообразованной сельской гмины Велька-Бжостовица Гродненского повета Белостокского воеводства. В 1924 году числилась как фольварк Зайковщизна и насчитывала 3 дыма (двора) и 51 душу (24 мужчины и 27 женщин). Из них 11 католиков, 36 православных и 4 иудея; 14 поляков, 35 белорусов и 2 еврея.
В 1939 году, согласно секретному протоколу, заключённому между СССР и Германией, Западная Белоруссия оказалась в сфере интересов советского государства и её территорию заняли войска Красной армии. В 1940 году деревня вошла в состав новообразованного Данилковского сельсовета Крынковского района Белостокской области БССР. С июня 1941 по июль 1944 года оккупирована немецкими войсками. С 20 сентября 1944 года в Берестовицком районе. В 1959 году насчитывала 37 жителей. С 25 января 1962 года по 30 июля 1966 входила в состав Свислочского района. В 1970 году насчитывала 37 жителей. С 12 ноября 1973 года в Пархимовском сельсовете. На 1998 год насчитывала 3 двора и 14 жителей. До 21 июня 2003 года в составе колхоза «имени М. Горького» (бел. iмя М. Горкага). 18 октября 2013 года переведена в состав Берестовицкого сельсовета.

## Население
| 1847 | 1897 | 1905 | 1914 | 1924 | 1959 | 1970 | 1998 | 1999 | 2009 | 2015 |
| ---- | ---- | ---- | ---- | ---- | ---- | ---- | ---- | ---- | ---- | ---- |
| 4    | 63   | 30   | 73   | 51   | 37   | 37   | 14   | 13   | 16   | 5    |

## Транспорт
Через деревню проходит автодорога местного значения Н6253 Карповцы—Зайковщина.